# Natural Menu
『Natural Menu』（ナチュラル メニュー）は、1979年にリリースされた来生たかおの4枚目のオリジナルアルバム（LP〈規格品番：MKF-1056〉／CT〈規格品番：CKG-1054〉）である。

## 概要
トーストやサラダを並べたダイニングテーブルで、片手にカップを持った来生自身が写ったジャケットは、新婚当時の自宅で撮影され、アルバムタイトルを象徴したものとなっている。
三浦友和、藤竜也、紺野美紗子が出演した映画『黄金のパートナー』（東宝／1979年）の挿入歌が収録されている一方で、主題歌として使用された第6弾オリジナル・シングル「そして、昼下り」（1979年4月21日リリース）は未収録である（ベスト・アルバム『BIOGRAPHY』に収録）。ちなみに、来生は高中正義と共に同映画の音楽も担当しており、エンディングには自身も登場するが、本編とは関わりのないピアノ演奏のシーンである。
本アルバムの帯において、ファンクラブの発足が告知されている。

## 復刻盤
- 1986年7月25日：歌手デビュー10周年に際し、CD化（規格品番：H33K-20046）
- 1991年4月25日：CD（規格品番：KTCR-1047）
- 1995年7月21日：歌手デビュー20周年に際し、CD選書Q盤として高城賢によるデジタルリマスター化（規格品番：KTCR-1559）。
- 2007年3月21日：オリジナル・アルバム、企画アルバムを集めた21枚組CD-BOX『来生たかお大全集』（ユニバーサルミュージック／規格品番：UPCY-6355/75）に1995年版を収録（規格品番：UPCY-6358）。

## パッケージの体裁

### アルバムタイトル
※初出のジャケット表記“Natural Menu”以外のもの
ジャケット
- 1986年版CD・1991年版CD：“NATURAL MENU”

ケースの側面部
- LP：“NATURAL MENU”
- CT：“ナチュラル・メニュー”
- 1986年版CD・1991年版CD・1995年版CD・2007年版CD：“NATURAL MENU”

帯
- LP：“ナチュラル・メニュー”
- 1986年版CD：“ナチュラル・メニュー”“NATURAL MENU”の併記
- 1991年版CD：“ナチュラル・メニュー”
- 1995年版CD：“NATURAL MENU”

なお、各種ディスコグラフィーによっても表記は片仮名やアルファベットになっている。

### ディスクジャケット
- 1986年版CD：ジュエルケースにブックレットを挿入
- 1991年版CD：ジュエルケースに1986年版CDのものを基調としたブックレットを挿入
- 1995年版CD：ジュエルケースに2つ折りのカード（及び、LP版のものを基調とした歌詞カード、既出オリジナル・アルバムのディスコグラフィー）を挿入
- 2007年版CD：ジュエルケースに2つ折りのカード（及び、LP版のものを基調とした歌詞カード）を挿入（及び厚紙製ケース付き）

### 帯のコピー
- LP：あなたはポップ・ミュージックに白ワイン？ それともブラック・コーヒー？ 音の印象派 来生たかおの献立表
- LP：来生たかおフェア 確かな音楽活動と優しさに裏打ちされた来生たかおの世界を、今あなたのライブラリーに！ 「潮風のソネット」他、夏のムードいっぱいの好アルバム！
- 1986年版CD：CDオリジナル・セレクション”“10th anniversary -since 1976-”との記載あり（帯はシール仕様）
- 1991年版CD：記載なし
- 1995年版CD：ポップ・フィールドに新風を吹かす、来生たかお4thアルバム。 「あなただけGood Night」、「終止符」収録。（“20th anniversary”の記載あり）

## 収録曲
LP版・CT版（CD版は省略）
※各曲の収録時間はLPの記載に準拠

### SIDE 1
1. ハート・ブレイク・ウェイブ（3：55）
  - 作詞：来生えつこ ／ 作曲：来生たかお ／ 編曲：星勝
  - 来生えつこは、“白波ラインダンス”というフレーズや、海を擬人化した表現に関して自負している[2]。
2. あなただけGood Night（3：35）
  - 作詞：来生えつこ ／ 作曲：来生たかお ／ 編曲：松井忠重
  - 第7弾オリジナル・シングル（1979年10月21日リリース）で、愛川欽也・小川真由美主演の朝日放送系連続ドラマ『見知らぬ恋人』（1979年 - 1980年）の主題歌として使われた。なお、ドラマの撮影現場では、本曲を気に入った出演者やスタッフ一同が毎回合唱してから本番に臨んでいたという[3]。
  - 来生えつこは、ハリウッド的なスタンダードナンバーであるこの楽曲が姉弟作品の中で最も好きであると語っている[4] 。タイトルはビリー・ワイルダーの映画『あなただけ今晩は』（1963年）を意識したという[5]。
3. 暗闇にさよなら（4：32）
  - 作詞：来生えつこ ／ 作曲：来生たかお ／ 編曲：鈴木茂
  - かとうはつえに提供された楽曲で、1979年2月5日にリリースされたシングル「陽気な訪問者」のB面と、アルバム『カスケード』に同時収録された。
4. ムーン・ライト・スウィム（3：55）
  - 作詞：来生えつこ ／ 作曲：来生たかお ／ 編曲：松井忠重
  - アンソニー・パーキンスが歌った「Moonlight Swim／月影の渚」をモチーフに作られたという。
5. 薄暮-たそがれのアンサンブル-（4：40）
  - 作詞：来生えつこ ／ 作曲：来生たかお ／ 編曲：井上鑑
  - 三浦友和に提供された楽曲で、アルバム『素描 デッサン』（1979年4月1日リリース）に収録されているが、サブタイトル“たそがれのアンサンブル”は付いていない。なお、本曲も収録された同日リリースのアルバム『素描 デッサン』は、全て来生の手による楽曲で構成されている。

### SIDE 2
1. 夢のトライアル（3：35）
  - 作詞：来生えつこ ／ 作曲：来生たかお ／ 編曲：星勝
  - 映画『黄金のパートナー』の挿入歌。
  - 来生えつこ自身が幼少時に見たサーカスのオートバイショー“アイアンボール”の光景を描いており、恋愛以外を題材にした数少ない楽曲の一つである。メロディーの繋ぎ目が特徴的で、そこに言葉を載せるのは苦労したという[6]。
2. ダンス・パーティーの夜（2：55）
  - 作詞：来生えつこ ／ 作曲：来生たかお ／ 編曲：鈴木茂
  - 来生えつこ自身の思い出にあるクリスマスパーティーをイメージした楽曲で、オールディーズに日本語を付けるような感覚で書いたという。また、ジョージ・ルーカス監督の映画『アメリカン・グラフィティ』（1973年）の影響も匂わせている[7]。
  - 同じくキティ・レコードからデビューしたバンド・BLUEBERRY JAMがコーラスで参加していると思われる。
3. ゆるやかに愛が…（3：50）
  - 作詞：来生えつこ ／ 作曲：来生たかお ／ 編曲：松任谷正隆
  - 第6弾オリジナル・シングル「そして、昼下り」（1979年4月21日リリース）のB面に収録されているものとはミックスが異なり、そちらは映画『黄金のパートナー』の挿入歌となっている。
  - タイトルに付けられた“…”（三点リーダ）は、アルバムの帯では“……”であり、ブックレット面では“....”となっている。
  - 井上陽水がコーラスで参加している。
  - 大地真央がアルバム『MAO〜Sing for You』（1985年2月リリース）でカヴァーしている。
4. 終止符（4：07）
  - 作詞：来生えつこ ／ 作曲：来生たかお ／ 編曲：萩田光雄
  - 来生が熱心にデモテープを持ち込んでいた多賀英典から“君のレコードを作ろう”と言わしめた楽曲で、まず高田真樹子のシングルとして1975年10月21日にリリースされた。また、高田のアルバム『不機嫌な天使』（1977年5月1日リリース）には小椋佳がコーラスで参加した別ヴァージョンも収録され、さらに、活動再開10周年メモリアル企画“高田真樹子 来生たかおを歌う”として2007年10月5日にリリースされたシングル「ハイウェイ」では、セルフカヴァーもされている。
  - 来生えつこ自身の恋愛観がそのまま反映されており、テープだけを聴いて字数を割り出していた時期だったため、字余りの部分があるという[8]。
  - 原大輔がシングル（1985年6月29日リリース）としてカヴァーしている。
5. 潮風のソネット（3：05）
  - 作詞：来生えつこ ／ 作曲：来生たかお ／ 編曲：松任谷正隆
  - 映画『黄金のパートナー』の挿入歌。
  - 倉橋ルイ子が、来生作品のみで構成したアルバム『THANKS』（1983年12月1日リリース）でカヴァーしている。
6. せめて今夜（3：30）
  - 作詞：来生えつこ ／ 作曲：来生たかお ／ 編曲：松井忠重
  - 1983年、フランク永井がアルバム『マホガニーのカウンター』でカヴァーしている。

## 参加ミュージシャン
記載なし

## 参加スタッフ
- Producer：多賀英典
- Director：本間一泰
- Recording Engineer：高城賢
- Cutting Engineer：富田忠男
- Photo：今井恭司
- Designer：千木幸一
- Special Thanks To 星勝、井上陽水、BLUEBERRY JAM